# 2009年のオーストラリア
2009年のオーストラリアでは、2009年のオーストラリアに関する出来事について記述する。

## できごと

### 1月
- 1月28日-30日 - メルボルンで、気温が3日連続43度超を記録。1月下旬から2月初頭にかけて、オーストラリア南部が記録的熱波に見舞われ、各地で気温が40度超に達した。アデレードでも、28日に45.7度を記録し、約70年ぶりに記録を更新した [1][2][3]。

### 2月
- 2月7日-3月14日 - ビクトリア州森林火災（暗黒の土曜日）。被害は、死者210人、焼失家屋2,000棟以上、焼失面積421,000ヘクタールに達し、1983年の大規模山林火災「灰の水曜日」を大きく上回る、オーストラリア史上最悪の惨事となった[4][5]。1月末以来の記録的な猛暑と旱魃、強風が被害に拍車をかけたほか、一部の火災には放火によるものもあった [6][7]。

### 5月
- 5月9日 - ロクソン保健相、アメリカで滞在経験のあるニューサウスウェールズ州の女性から新型インフルエンザのウイルスを検出したと発表。オーストラリアでの新型インフルエンザの確認は初めて [8]。
- 5月31日 - メルボルンで、インド人学生数千人が抗議デモ。頻発していたインド人学生を狙った襲撃事件に抗議するもので、メルボルンだけでも過去1年間に70件発生し、シドニーでも前月だけで約20件発生した。犯人のほとんどが10代の少年で、インド人狙いの襲撃を「カレー・バッシング」と称していた。インド国内では「人種差別だ」として反発が広がり、インドのシン首相がラッド首相に対して早期解決を要請する事態となった [9][10][11]。

### 6月
- 6月2日 - 世界中の高層建築物を素手でよじ登ることで有名な「スパイダーマン（蜘蛛男）」アラン・ロベールが、シドニーの41階建て高層ビルオーロラ・プレースに登頂。危険行為などの疑いで、下りてきたところを逮捕された。動機は地球温暖化の危険性を訴えるためだったという [12][13]。
- 6月4日 - フィッツギボン国防相辞任。国防省の受注をめぐり、自身の兄が最高経営責任者（CEO）を務める保険会社への利益誘導の疑いが持たれていた。ラッド政権発足以来、閣僚の辞任は初めて。フィッツギボン国防相は、以前にも中国系女性実業家との関係をめぐり、その去就が問題になったことがあった [14][15]。

### 9月
- 9月22日 - 24日 - 大陸中央部で発生した砂嵐がオーストラリア東海岸の都市を襲った。